# Велики артешки басен
Велики артешки басен (енгл. Great Artesian Basin), такође и Велики аустралијски басен, је највећи и најдубљи артешки басен на свету. Захвата површину од око 1.700.000 km², између Карпентеријског залива на северу и Басена Мари—Дарлинг на југу.

## Геологија
Дно басена је изграђено од језерско-речних седимената и глине, који су акумулирали велику количину воде (око 65.000 км³). Температура те воде креће се од 30 °C до 100 °C, а дебљина слоја премашује и 3.000 метара. Површина је изграђена од гвожђа и кварца. Уравњена је и изложена дефлацији и корозији.

## Одлике
Велики артешки басен захвата највећи део јужног и централног Квинсленда, затим крајњи југоисток Северне територије, северозапад Јужне Аустралије и крајњи север Новог Јужног Велса. На западном ободу басена налази се Симпсонова пустиња. Због утицаја климе и ветра, овај простору подсећа на хамаде у Сахари. Вода служи за загревање станова у градовима, наводњавање и др. Постоји око 10.000 артешких бунара.